# Supernatural (canción de NewJeans)
Supernatural es una canción del grupo femenino coreano NewJeans. Fue lanzado el 21 de junio como sencillo, junto con la canción adicional "Right Now". Producido por 250, Supernatural contiene un sample de la canción "Back of My Mind" de Manami y fue compuesto por Pharrell. Supernatural y Right Now marcaron el debut de NewJeans en el mercado musical japonés. La portada de Supernatural fue diseñada en colaboración con el artista japonés Takashi Murakami, e incorpora su estilo colorido y floral característico. La imagen refleja la estética pop y juvenil de NewJeans, marcando su debut en el mercado japonés con una fuerte identidad visual.
Jon Caramanica de The New York Times posicionó a Supernatural como número tres de las mejores canciones del 2024.
Fue el último sencillo lanzado por la agrupación antes de la rescisión unilateral de sus contratos en noviembre de 2024.

## Antecedentes
Después de debutar en 2022, NewJeans alcanzó el reconocimiento internacional en 2023 con el lanzamiento del álbum sencillo OMG y su segundo EP, Get Up. En enero de 2023, entraron por primera vez a la lista Billboard Hot 100 con los sencillos "Ditto" y "OMG". En Corea del Sur, Ditto se convirtió en la canción más exitosa del año, encabezando el Circle Digital Chart con un récord de 13 semanas consecutivas, recibiendo numerosos premios, creando la tendencia del breakbeat en la música K-pop. Lanzado en julio de 2023, Get Up consolidó a NewJeans como uno de los actos musicales más destacados del año, convirtiéndose en su primer número uno en Billboard 200, vendiendo millones de copias, y siendo nombrado uno de los mejores álbumes del 2023 por múltiples publicaciones.

## Música y letra
Supernatural es una canción de R&B con influencias de city pop japonés. Fue producida por 250 e incluye una interpolación del tema "Back of My Mind" (2009) de Manami y Pharrell Williams. La letra, escrita en japonés, trata sobre una atracción intensa y especial entre dos personas.

## Listas

### Listas semanales
| Lista (2024)                                        | Puesto más alto |
| --------------------------------------------------- | --------------- |
| Canadá (Canadian Hot 100)                           | 100             |
| Global 200 (Billboard)                              | 25              |
| Hong Kong (Billboard)                               | 2               |
| Japón (Japan Hot 100)                               | 7               |
| Japón (Oricon)                                      | 4               |
| Japan Combined Singles (Oricon)                     | 4               |
| Malasia (Billboard)                                 | 23              |
| Malaysia International (RIM)                        | 19              |
| New Zealand Hot Singles (RMNZ)                      | 13              |
| Singapur (RIAS)                                     | 10              |
| Corea del Sur (Circle)                              | 4               |
| Álbumes de Corea del Sur (Circle)                   | 1               |
| Taiwán (Billboard)                                  | 7               |
| Reino Unido (UK Download Chart)                     | 63              |
| Sencillos en Reino Unido (OCC)                      | 66              |
| Estados Unidos World Digital Song Sales (Billboard) | 2               |

### Listas mensuales
| Lista (2024)                      | Posición |
| --------------------------------- | -------- |
| Japón (Oricon)                    | 10       |
| Corea del Sur (Circle)            | 4        |
| Álbumes de Corea del Sur (Circle) | 2        |

### Listas anuales
| Lista (2024)                                   | Posición |
| ---------------------------------------------- | -------- |
| Japón sencillos más vendidos (Billboard Japan) | 86       |
| Japón (Oricon)                                 | 71       |
| Corea del Sur (Circle)                         | 41       |
| Álbumes de Corea del Sur (Circle)              | 19       |

## Certificaciones
| País          | Certificación   | Detalles                            | Año  | Fuente       |
| ------------- | --------------- | ----------------------------------- | ---- | ------------ |
| Japón         | Oro (físico)    | Más de 100,000 copias               | 2024 | RIAJ         |
| Corea del Sur | Millón (físico) | Más de 1,000,000 de copias          | 2024 | Circle Chart |
| Japón         | Oro (streaming) | Más de 50,000,000 de reproducciones | 2024 | RIAJ         |